# Fairfield (Maine)
Fairfield è un comune degli Stati Uniti d'America, situato in Maine, nella contea di Somerset.